# Rusticle

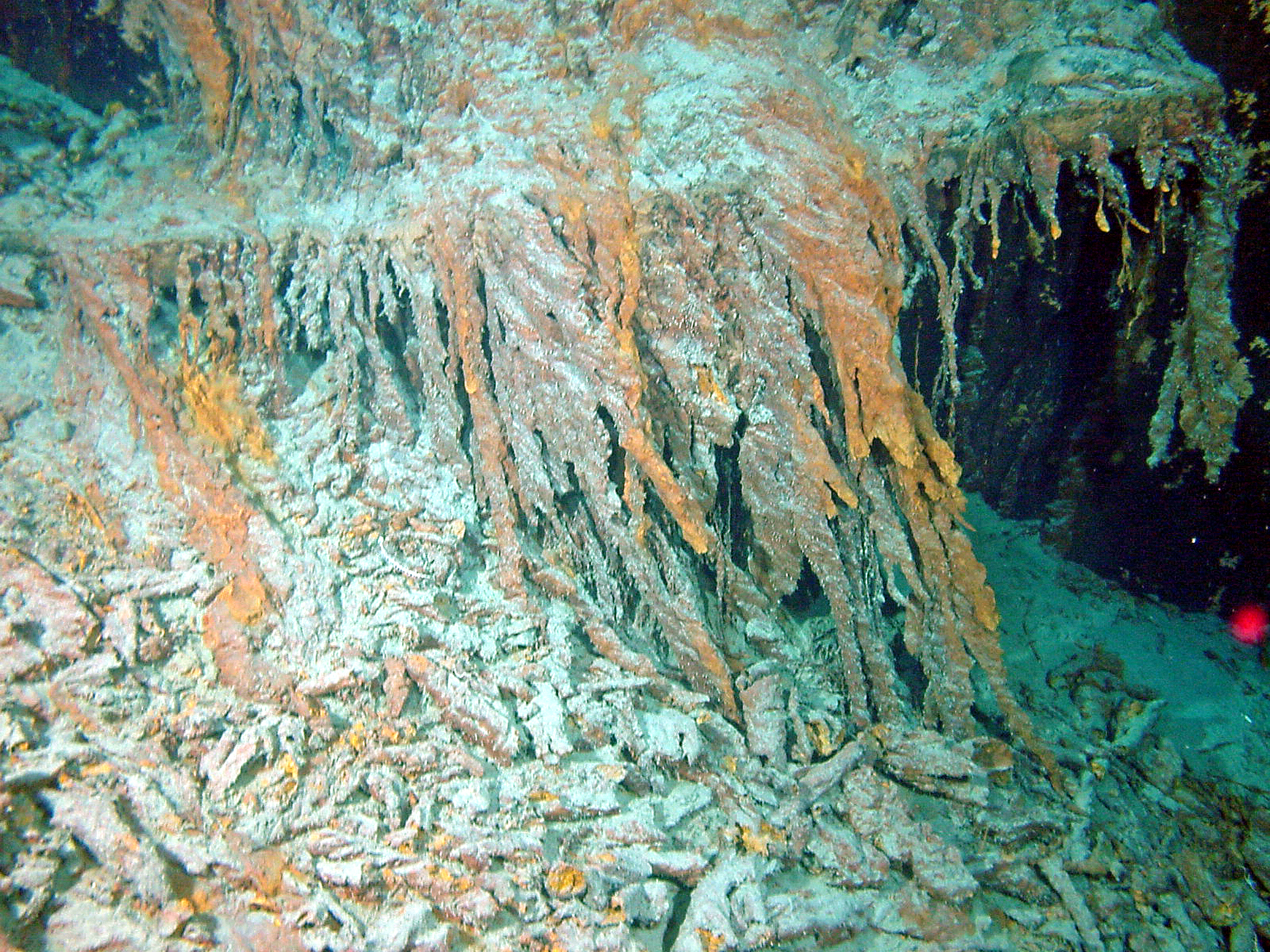
Rusticles sulla poppa del Titanic

Il rusticle (crasi in inglese di rust, ruggine, e icicle, ghiacciolo) è una formazione di ruggine paragonabile ad un ghiacciolo o a una stalattite. Si formano quando alcuni batteri cominciano a nutrirsi degli ossidi di ferro, in profondità sott'acqua, soprattutto nei relitti delle navi affondate. Sono molto presenti nei relitti del transatlantico RMS Titanic, della corazzata tedesca Bismarck e dell'incrociatore americano Indianapolis.
La parola rusticles fu coniata da Robert Ballard, che li ha osservati per la prima volta nel relitto del Titanic nel 1986.
Possono formarsi su qualsiasi oggetto d'acciaio sommerso e sono stati individuati su altre strutture sottomarine, come catene di ormeggio e attrezzature sottomarine. Si formano più rapidamente in climi più caldi e possono formarsi in acque con poco o assente ossigeno disciolto. Sono dannosi per lo scafo delle navi e ne velocizzano il processo di corrosione.

## Composizione
I rusticles sono composti per il 35% da composti da ferro inclusi ossidi di ferro, carbonati di ferro e idrossidi di ferro. Il resto della struttura è una complessa comunità di microbi simbiotici o mutualistici, tra cui i batteri Halomonas titanicae (scoperti solo nel 2010 nel Titanic, da cui hanno preso il nome), e funghi che usano il metallo arrugginito come fonte di cibo, causando biocorrosione e producendo collettivamente i composti minerali che formano i rusticles come prodotto di scarto.

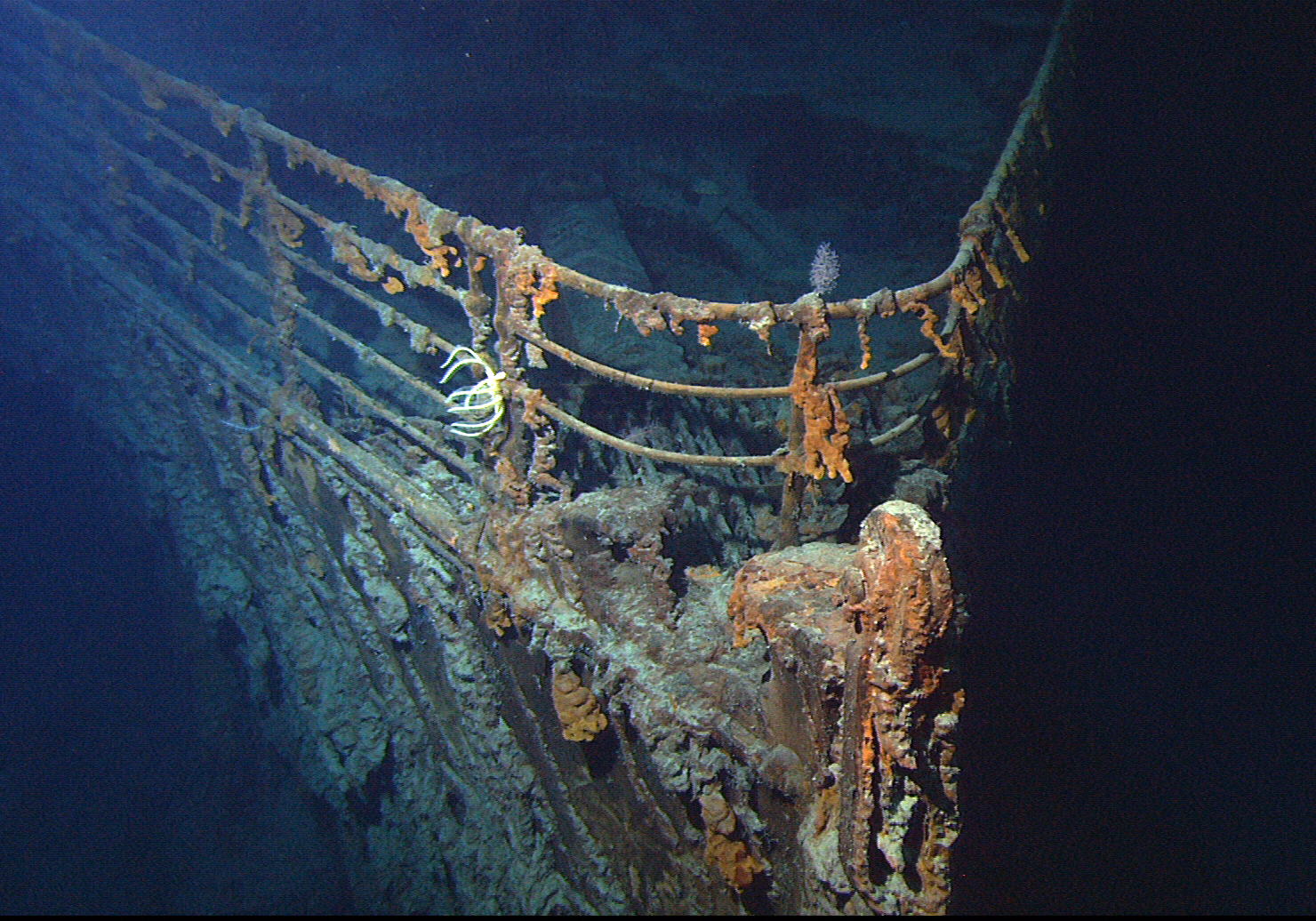
Prua del Titanic in cui si possono osservare alcuni rusticles.

### Struttura
Strutturalmente, i rusticles contengono canali per consentire all'acqua di fluire all'interno di essi e sembrano essere costruiti in una struttura ad anello simile a quella presente in un albero. Sono molto delicati e possono facilmente disintegrarsi in polvere fine anche al minimo tocco. Il rusticle più lungo mai osservato aveva una lunghezza di 63,5 cm.

### Colore
La superficie esterna ha un aspetto rosso liscio a causa del ferro ossidato, mentre il nucleo è arancione brillante a causa della presenza di cristalli di goethite, un ossido di ferro idratato.

## Scoperta
Furono osservati per la prima volta nel 1986 da Robert Ballard sul relitto del Titanic. 
Cominciarono ad essere studiati a partire dal 1996 da Roy Cullimore, presso l'Università di Regina in Canada.
Nel 1998, quattro piattaforme d'acciaio furono posizionate in prossimità della poppa del Titanic per valutare la velocità di crescita dei rusticles. Questo studio ha dimostrato che cominciano a crescere dopo poche settimane di immersione.
Sempre nel 1998, furono poste a 3800 m sotto il livello del mare (circa alla profondità alla quale si trova il Titanic) cinque specie di batteri che normalmente vivono in superficie, per vedere se fossero sopravvissuti: tutti i batteri sono sopravvissuti nelle prime 18 ore. È stato dunque provato che anche questi batteri possono contribuire alla formazione dei rusticles.
Nel 2012 fu ripetuto un esperimento molto simile, ma portando a quelle profondità solo il batterio Pseudomonas aeruginosa. Inizialmente è sopravvissuto, ma ha riportato grandi danni alla struttura cellulare, potendo dunque escluderlo al concorso nella formazione dei rusticles.